# Leptonycteris yerbabuenae
Leptonycteris yerbabuenae is een zoogdier uit de familie van de bladneusvleermuizen van de Nieuwe Wereld (Phyllostomidae). De wetenschappelijke naam van de soort werd voor het eerst geldig gepubliceerd door Martínez & Villa-R in 1940.

## Voorkomen
De soort komt voor in El Salvador, Guatemala, Honduras, Mexico en de Verenigde Staten.